# Statue-menhir du Vergnas
La statue-menhir du Vergnas est une statue-menhir appartenant au groupe rouergat découverte à Boissezon, dans le département du Tarn en France.

## Description
Elle a été découverte par Hervé Assemat au lieu-dit Le Vergnas près d'une crête. Elle a été gravée sur une dalle de granite d'origine locale mesurant 1,49 m de hauteur sur 0,60 m de largeur et 0,30 m d'épaisseur. La face antérieure est plane et la face postérieure arrondie.
La statue est pratiquement complète : la partie supérieure gauche est manquante. Les jambes sont les seuls attributs anthropomorphes visibles. Le personnage porte une ceinture avec une boucle rectangulaire.
Une copie est exposée dans le Centre d'Interprétation des Mégalithes de Murat-sur-Vèbre.